# Wunder gescheh’n (Lied)
Wunder gescheh’n ist ein Lied der deutschen Popsängerin Nena aus dem Jahr 1989.

## Entstehung und Veröffentlichung
Das Lied wurde von der Interpretin selbst, zusammen mit Ex-Nena-Band-Mitglied Jürgen Dehmel, geschrieben beziehungsweise komponiert. Für die Produktion zeichneten Phil Carmen und Walter Keiser verantwortlich.
Die Erstveröffentlichung von Wunder gescheh’n erfolgte als Single am 9. Oktober 1989 bei Columbia Records. Am 5. November 1989 erschien es als Teil von Nenas gleichnamigen Solo-Debütalbums, dessen erste Singleauskopplung es ist. Diese erschien als 7″-Single mit der B-Seite Schlaflied sowie als 12″-Single, die um einen Remix erweitert wurde.
2003 legte Nena das Lied anlässlich des Red Nose Day neu auf. Als „Nena & Friends“ sang sie eine neue Version mit Ben, Udo Lindenberg, Sasha, Helge Schneider, Jasmin Tabatabai und Joachim Witt ein. Diese Version erschien erstmals am 24. Februar 2003 als Single. Am 3. März 2003 erschien es zu dem als Teil der 2003er Edition ihres Albums 20 Jahre – Nena feat. Nena. Ein dazugehöriges Musikvideo entstand unter der Regie von Oliver Sommer.

## Inhalt
Wunder gescheh’n handelt von dem lyrischen Ich, das feststellt, dass Wunder gescheh’n und es so vieles gibt, was wir nicht verstehen. Außerdem moniert sie zu Beginn des Songtextes, dass auch das Glück über Nacht käme. Nena schrieb das Lied 1988 im Krankenhaus nach der Geburt ihres wegen Sauerstoffmangel schwerbehindert geborenen Sohnes Christopher, der elf Monate später verstarb.

„Die Ärzte sagten damals, Christopher wird nie lachen können, und dann kam der Moment, wo er mich plötzlich anlächelte. Im Krankenhaus schrieb ich den Song. Ich habe gelernt, in ganz, ganz kleinen Schritten zu denken. Das Leben ist voller Wunder.“

## Rezeption
Aufgrund seiner Veröffentlichungsnähe zum Fall der Berliner Mauer am 9. November 1989 wird das Lied so wie Wind of Change von den Scorpions, Looking for Freedom von David Hasselhoff und Freiheit von Marius Müller-Westernhagen häufig mit dem Ereignis in Verbindung gebracht. Nena sang den Titel am 12. November 1989, nur drei Tage nach Mauerfall, kurz vor Mitternacht als letzte der Bühne auf dem Mauerfallkonzert.

## Charts und Chartplatzierungen

### Soloversion
| ChartsChartplatzierungen | Höchstplatzierung | Wochen |
| ------------------------ | ----------------- | ------ |
| Deutschland (GfK)        | 19 (27 Wo.)       | 27     |

| ChartsJahrescharts (1990) | Platzierung |
| ------------------------- | ----------- |
| Deutschland (GfK)         | 72          |

### Nena & Friends
| ChartsChartplatzierungen | Höchstplatzierung | Wochen |
| ------------------------ | ----------------- | ------ |
| Deutschland (GfK)        | 9 (9 Wo.)         | 9      |
| Österreich (Ö3)          | 26 (15 Wo.)       | 15     |
| Schweiz (IFPI)           | 88 (2 Wo.)        | 2      |

## Weitere Coverversionen
- 2011: Adoro (Album: Liebe meines Lebens)[12]
- 2016: Xavier Naidoo (Album: Sing meinen Song – Das Tauschkonzert, Vol. 3)[13]